# モリッシー

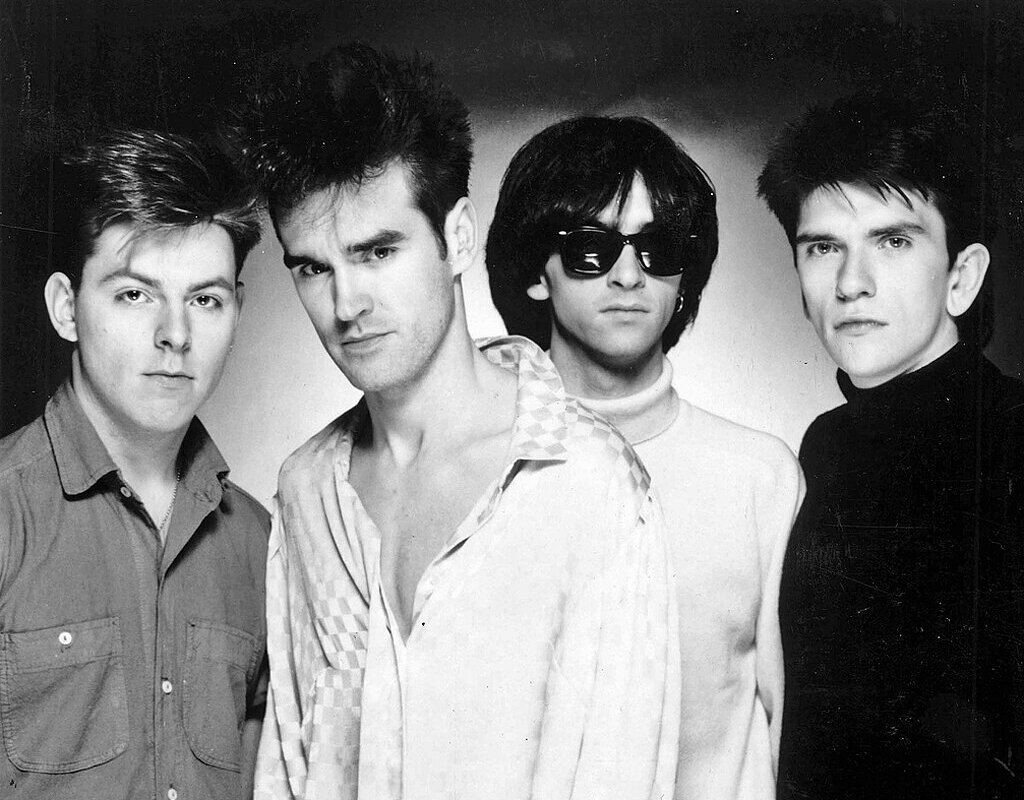
ザ・スミス

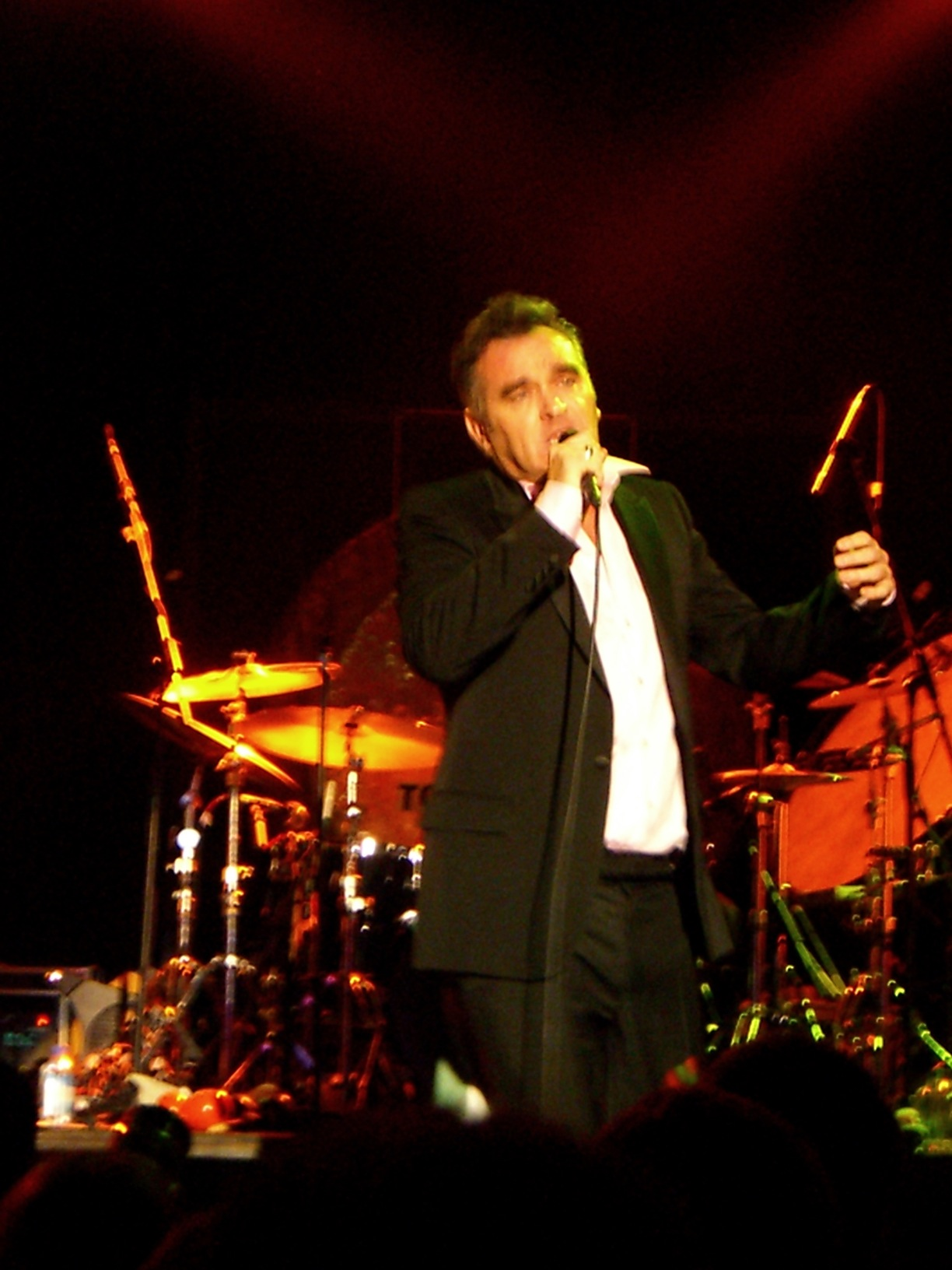
モリッシー

スティーヴン・パトリック・モリッシー（英語: Steven Patrick Morrissey、1959年5月22日 - ）は、イギリスのシンガーソングライター。
1980年代にザ・スミス（1982年 - 1987年）のボーカリストとして、マーガレット・サッチャー政権下で不況に喘ぐ若者たちに絶大な人気を博した。バンド解散後はソロ活動を続けている。
「ローリング・ストーンの選ぶ歴史上最も偉大な100人のシンガー」において第92位。「Q誌の選ぶ歴史上最も偉大な100人のシンガー」において第30位。

## 来歴

### ザ・スミス解散後
モリッシーはザ・スミス解体後、間を置かずソロでの制作を開始した。バンドの解散からわずか半年後にスミスのアルバム『ストレンジウェイズ、ヒア・ウイ・カム』のプロデューサー・スティーヴン・ストリートと、ザ・ドゥルッティ・コラムのギタリストで同じマンチェスター出身のヴィニ・ライリーと共にアルバム『ビバ・ヘイト』をリリース。「憎悪万歳」というタイトルはザ・スミス末期の状況に言及したものである。このアルバムは、チャート1位を獲得した。

## ディスコグラフィー
＊日付は英国での発売日を示す。「英」とはイギリスの「UK Albums Chart」の、「米」はアメリカの「Billboard 200」の、「日」は「オリコン・アルバムチャート」におけるチャートの最高位を示す。「ゴールド等認定」については、イギリスの「BPI」における記録である。

### スタジオ・アルバム
|    | 年   | アルバム | 英 | 米 | 日  | ゴールド等認定・備考                                                             |
| -- | ---- | --- | -- | -- | --- | -------------------------------------------------------------------------------- |
| 1  | 1988 | ビバ・ヘイト Viva Hate - 発売日：1988年3月14日 - レーベル：HMV、Sire | 1  | 48 | 65  | - ゴールド (10万枚) - アメリカでもゴールド認定 (50万枚) - ソロデビュー・アルバム |
| 2  | 1991 | キル・アンクル Kill Uncle - 発売日：1991年3月5日 - レーベル：HMV、Sire | 8  | 52 | 58  | - シルバー (6万枚)                                                               |
| 3  | 1992 | ユア・アーセナル Your Arsenal - 発売日：1992年7月27日 - レーベル：HMV、Sire | 4  | 21 | 71  |                                                                                  |
| 4  | 1994 | ヴォックスオール・アンド・アイ Vauxhall and I - 発売日：1994年3月14日 - レーベル：パーロフォン、Sire | 1  | 18 | 98  | - ゴールド                                                                       |
| 5  | 1995 | サウスポー・グラマー Southpaw Grammar - 発売日：1995年8月28日 - レーベル：RCA、Sire | 4  | 66 | 38  | - シルバー                                                                       |
| 6  | 1997 | マルアジャスティッド Maladjusted - 発売日：1997年8月11日 - レーベル：マーキュリー | 8  | 61 | -   |                                                                                  |
| 7  | 2004 | ユー・アー・ザ・クワーリー You Are the Quarry - 発売日：2004年5月17日 - レーベル：サンクチュアリ | 2  | 11 | 140 | - プラチナ (30万枚)                                                              |
| 8  | 2006 | リングリーダー・オブ・ザ・トーメンターズ Ringleader of the Tormentors - 発売日：2006年4月3日 - レーベル：サンクチュアリ                                                                                           | 1  | 27 | 139 | - ゴールド                                                                       |
| 9  | 2009 | イヤーズ・オブ・リフューザル Years of Refusal - 発売日：2009年2月17日 - レーベル：Decca/Polydor,Attack/Lost Highway                                                                                               | 3  | 11 | 110 |                                                                                  |
| 10 | 2014 | ワールド・ピース・イズ・ノン・オブ・ユア・ビジネス〜世界平和など貴様の知ったことじゃない World Peace Is None Of Your Business - 発売日：2014年7月15日 - レーベル：ハーヴェスト/キャピトル・ミュージック・グループ | 2  | 14 | 74  |                                                                                  |
| 11 | 2017 | Low in High School - 発売日：2017年11月17日 - レーベル：BMG | 5  | 20 | -   |                                                                                  |
| 12 | 2019 | California Son - 発売日：2019年5月24日 - レーベル：BMG | 4  | 95 | -   |                                                                                  |
| 13 | 2020 | I Am Not a Dog on a Chain - 発売日：2020年3月20日 - レーベル：BMG | 3  | -  | -   |                                                                                  |

### ライブ・アルバム
|   | 年   | アルバム                                                                                                | 英 | 米  | 日 | ゴールド等認定 |
| - | ---- | --- | -- | --- | -- | -------------- |
| 1 | 1993 | ベートーベン・ワズ・デフ Beethoven Was Deaf - 発売日：1993年5月10日 - レーベル：HMV                     | 13 | -   | -  |                |
| 2 | 2005 | ライヴ・アット・アールズ・コート Live at Earls Court - 発売日：2005年3月29日 - レーベル：サンクチュアリ | 18 | 119 | -  |                |

### コンピレーション・アルバム
|   | 年   | アルバム                                                                                             | 英 | 米  | 日  | ゴールド等認定・備考                                                                                            |
| - | ---- | --- | -- | --- | --- | --- |
| 1 | 1990 | ボナ・ドラッグ Bona Drag - 発売日：1990年10月8日 - レーベル：HMV、Sire                               | 9  | 59  | 74  | - デビュー・アルバムに収録されていない、初期の楽曲を中心に構成 - シルバー - アメリカでは、ゴールド認定 (50万枚) |
| 2 | 1995 | ワールド・オブ・モリッシー World of Morrissey - 発売日：1995年2月 - レーベル：パーロフォン、Sire     | 15 | 134 | -   | |
| 3 | 1997 | ザ・ベスト・オブ・モリッシー Suedehead: The Best of Morrissey - 発売日：1997年9月8日 - レーベル：EMI | 25 | -   | -   | - Viva Hate から Vauxhall and I までの楽曲を集めたベスト盤                                                      |
| 4 | 1998 | My Early Burglary Years - 発売日：1998年9月 - レーベル：リプリーズ                                   | -  | -   | -   | - 米国内編集盤                                                                                                  |
| 5 | 2000 | The CD Singles: '88- '91 - 発売日：2000年6月19日 - レーベル：EMI                                     | -  | -   | -   | - シングル曲を集めた10枚組BOXセット                                                                             |
| 6 | 2000 | The CD Singles: '91- '95 - 発売日：2000年9月17日 - レーベル：EMI                                     | -  | -   | -   | - シングル曲を集めた9枚組BOXセット                                                                              |
| 7 | 2001 | The Best of Morrissey - 発売日：2001年11月6日 - レーベル：ライノ                                     | -  | -   | -   | |
| 8 | 2008 | モリッシー★グレイテスト・ヒッツ Greatest Hits - 発売日：2008年2月17日 - レーベル：デッカ             | 5  | 178 | 221 | - 新曲2曲を含むヒット・シングル集                                                                               |

### 映像作品
- ヒューメリスト　HULMERIST　　（1990年）
- シング・ユア・ライフ　Sing Your Life　　（1991年）
- ザ・マラディー・リンガーズ・オン　The Malady Lingers On　　（1992年）
- ライヴ・イン・ダラス　Live In Dallas　　（1993年）
- イントロデューシング・モリッシー　Introducing Morrissey　　（1996年）
- オイ・エステバン　Oye Esteban　　（2000年）
- フー・プット・ジ　M　イン・マンチェスター？　Who Put the M in Manchester?　（2005年）

### コラボレーション
- スージー・スー   (デュエット:  Morrissey & Siouxsie)　Interlude [6]（1994年 - シングル)

- ナンシー・シナトラのアルバム『ナンシー・シナトラ』（2004年）にコーラスで参加している。

## 他ミュージシャンへの評価
モリッシーは、その知名度に、他ミュージシャンへの批評で知られる（交友関係が深い一部のミュージシャンもいる）。
- セックス・ピストルズ

「横柄なセックス・ピストルズは、調子っぱずれの音楽と、かろうじて聴き取れる歌詞にもかかわらず、ライヴを観に来たわずかな客を会場の通路で踊らせてみせたんだ。僕は彼らが成功するのを見たいね。成功すれば、彼らもあの“ベッドから抜け出したような小汚い衣装”を買い換える事ができるんじゃないだろうか？って思うよ」
- ザ・キュアー

「ザ・キュアーは『クソ』という言葉の新たな代名詞」で、ロバート・スミスについて「文句ばかり言う奴」と非難した。
- ジョイ・ディヴィジョン

（音楽トーク番組『エイト・デイズ・ア・ウィーク』において）「ジョイ・ディヴィジョンはそこまで意識してたバンドっていうわけでもなかったけど、今は彼らの良さがわかるね」
- ボノ

VH1の視聴者投票で、U2の『One』が、2位のスミスの『How Soon Is Now?』を破って英国最高の歌詞に選ばれたことについて、マンチェスターで行われたコンサートで、「新聞によると、ソングライターとしての才能は僕よりボノが上だってさ。まあ、彼はすごいのかもね。でも誰が本気でそう思ってるんだろう？」と辛辣に言い放っている。
- デペッシュ・モード

「彼らの洗練されたナンセンスは、彼らがどれほど浮かれて想像力に欠けてるかを強調する事には成功してるよな」
- エルトン・ジョン

「彼は常に全力で自分の私的な生活について話してくるよね。誰も興味を持ってないのにさ。どこかに行っちまえばいいと思うよ」「エルトン・ジョンの生首を僕に差しだしてくれ……これは唯一、非『ミート・イズ・マーダー』的行為さ。もし彼の首が皿に乗って供されればね」
- マドンナ

「マドンナはすべてを馬鹿げた不快なものにする力があるよ。どうしようもない程に女らしい。マドンナは他の何よりも管理売春に近い存在だ」
- オアシス

「彼らは僕にはとっても退屈なんだ。ノエルに神の御加護を。彼は『ボブズ・フル・ハウス（イギリスのクイズ番組）』にいつでも出られそうだけど、もう少し反抗や怒りのある何かをあいつには求めてるよ」
- ビヨンセ

「現在サイはほぼ絶滅しそうだけど、これは地球温暖化や生息地の縮小のせいじゃない。ビヨンセのハンドバッグが原因さ」
- ラモーンズ

「ザ・ラモーンズは、意義や重要性が皆無であり、何も言う事はないし、さっと綺麗に忘れ去られるべきだ」（ただし、モリッシーは後述の通り、好きなアルバムにラモーンズを挙げており、ライヴでもカヴァーしている）
- ケイト・ブッシュ

（文通相手に対して）「驚きはしないけど、本当にケイト・ブッシュの事が良いと思うのかい？　僕が彼女について最も良いと思うところって言えば、我慢できないところさ。あの声！あんなのはゴミだよ！坊やもいずれわかるだろうさ」
- エアロスミス

「エアロスミスは、ストーンズを年金暮らしにさせるインパクトと冬を越えるまでバンドが続くための濃いメイクが特徴だけど、アメリカのダンス・シーンのバンドの一つに過ぎない。彼らの音楽はごちゃごちゃした混乱の類で、ヴォーカルのスティーヴン・テイラーは、マイクで歯を磨こうとしてるようにしか聴こえないな」
- プリンス

（亡くなったプリンスに対して）「プリンスは長年のヴィーガンであり、畜殺場の全廃を強く訴えてきた提唱者だ」「エリザベス2世よりずっと『ずっと王家らしく気高い』存在であり、彼女よりはるかに哀悼されるだろうね」
- アークティック・モンキーズ

（自身がアークティック・モンキーズの成功を批判した事を批判された際に）「＜South By Southwest＞でアークティック・モンキーズについて語った事が、NMEやThe Timesで手厳しく報道されたのは遺憾だね。僕はアークティック・モンキーズをとても気に入ってるし、あの発言は親切心から懸念を口にしただけなんだよ。何であれ、彼らの成功を突然すぎるとか、何の下積みもないって事を僕が言うのは間違ってたよ。スミスにも全く同じ事が起こったんだからさ。僕が言うべき事じゃなかったね」
- ルー・リード

（亡くなったリードに対して）「ルー・リードの死に対する悲しみを表す言葉はないよ。彼は僕の生涯、ずっとそこにいたんだ。彼はこれからも僕の心に迫り続けるだろう」
- マイケル・スタイプ

「彼が歯も磨かずに、普段着のままステージに上がる姿はかっこいいと思う。僕には絶対そんな事は出来ないからね」「マイケルの声はとても田舎じみたジョン・デンバーみたいだ。実際彼の本名は『ジョン』だったね」

## 人物
- 菜食主義者（ベジタリアン）として有名で、2010年9月に中国人は動物虐待を行う劣等人種と雑誌に対してコメントしている[7]。この発言に対しては批判が殺到したが、モリッシーは発言の撤回を拒否し「中国の動物虐待は全世界で最悪だ」と反論した[8]。
- ロックバンド・ニューヨーク・ドールズの大ファンで、ザ・スミス結成以前はファンクラブのイギリス支部長を務めていたほどである。2004年の再結成はモリッシー自らの働きかけによるもの。
- お気に入りのアルバムに、ジョブライアスの『Jobriath』、ジェフ・バックリィの『Grace』、スモーキング・ポープスの『Born To Quit』、ダミアン・デンプシーの『Seize The Day』、ロキシー・ミュージックの『フォー・ユア・プレジャー』、ヴェルヴェット・アンダーグラウンドの『ヴェルヴェット・アンダーグラウンド・アンド・ニコ』と『ホワイト・ライト/ホワイト・ヒート』、スパークスの『Kimono My House』、イギー&ザ・ストゥージズの『Raw Power』、ニコの『Chelsea Girl』、パティ・スミスの『ホーセス』、ラモーンズの『ラモーンズの激情』、ニューヨーク・ドールズの『New York Dolls』を挙げている。上記のミュージシャンのうち後進は、バックリィとポープス、デンプシーであり、バックリィはザ・スミスの楽曲をカバーし、ポープスはザ・スミスからの音楽的影響を公言している。
- ザ・スミスとニュー・オーダーは同じマンチェスター出身のバンドだが、モリッシー自身はニュー・オーダーについて「全く興味がない」「僕の心に何も響かない」といった発言をしている。これはライバル心等からではなく、本当に興味の対象外であったゆえの発言であった。ちなみに、ジョニー・マーはニュー・オーダーの楽曲を聴いており、ザ・スミス解散後の1989年にはニュー・オーダーのバーナード・サムナーとエレクトロニックを結成している。
- 飛行機嫌いとして有名だが、1991年と1995年に来日公演を行なっている。また、2002年の「サマーソニック」でも来日し、インドアステージ(後のマウンテンステージ)のトリをつとめた。2004年の「フジ・ロック・フェスティバル」でも参加が予定されていたが、直前になってキャンセルしている。
- 2004年6月11日から同年6月27日まで、ロンドンで開催されたフェスティバル「MELTDOWN」のディレクターを務めた。
- ザ・スミス時代は概ねジーンズを着用していた。モリッシーのジーンズのヒップポケットに挿される花はグラジオラス。
- 「タコ踊り」と呼ばれる腰を曲げる動きが特徴だった。「ハウ・スーン・イズ・ナウ?」（1985年）のミュージック・ビデオで披露している。
- かつては政治的左派として知られていたが、近年は右派のナイジェル・ファラージや、反イスラム政党「フォー・ブリテン」への支持を表明している[9]。

## 関連書籍
- モリッシー詩集　（中川五郎訳、シンコー・ミュージック刊、1992年）
- クイーン・イズ・デッド　モリッシー発言集　（ジョン・ロバートスン著、柳下毅一郎訳、JICC出版局刊、1992年）
- モリッシー&マー・茨の同盟　（ジョニー・ローガン著、丸山京子訳、シンコー・ミュージック刊、1993年）
- ザ・スミス／モリッシー&マー　全曲解説　（ジョニー・ローガン著、丸山京子訳、宮子和眞監修、シンコー・ミュージック刊、1997年）
- ザ・スミス・ファイル　（シンコー・ミュージック刊、2003年）
- モリッシー自伝　（モリッシー著、上村彰子訳、イースト・プレス刊、2020年）

## 日本公演
1991年
- 8月27日　福岡　サンパレス
- 8月28日　大阪　大阪城ホール
- 9月1日　名古屋　センチュリーホール
- 9月2日　東京　日本武道館
- 9月3日　神奈川　横浜アリーナ

1995年
- 12月13日　東京　新宿リキッドルーム
- 12月14日　神奈川　クラブチッタ川崎
- 12月16日　東京　恵比寿ガーデンホール
- 12月17日　東京　東京ベイNKホール

2002年
- 8月17日　大阪　サマーソニック・フェスティバル
- 8月18日　東京　サマーソニック・フェスティバル

2012年
＜Morrissey Japan Tour 2012＞
- 4月19日　仙台　Zepp Sendai
- 4月21日　川崎　Club Citta’
- 4月23日　東京　Zepp Tokyo
- 4月24日　東京　Zepp Tokyo
- 4月26日　福岡　Zepp Fukuoka
- 4月27日　広島　Blue live
- 4月30日　大阪　Zepp Namba
- 5月2日　名古屋　Zepp Nagoya
- 5月3日　東京　恵比寿ガーデンホール

2016年
＜Morrissey Japan Tour 2016＞
- 9月28日　東京　Bunkamuraオーチャードホール
- 9月29日　東京　Bunkamuraオーチャードホール
- 10月1日　神奈川　横浜ベイホール　※当日キャンセル
- 10月2日　大阪　IMPホール

2023年
＜40 Years Of Morrissey＞
- 11月28日　東京　豊洲PIT